# Gelai Meirugoi
Gelai Meirugoi ist ein Verwaltungsbezirk (Ward) des Distrikts Longido in der tansanischen Region Arusha.

## Geografie
Gelai Meirugoi liegt im Norden von Tansania, etwa 100 Kilometer nordwestlich der Regionshauptstadt Arusha. Der Bezirk umfasst das Gebiet zwischen dem Kitumbeine und dem Natronsee. Die Südgrenze verläuft über den 2962 Meter hohen Ol Doinyo Lengai, die Grenze im Norden über den Krater des 2942 Meter hohen Gelai.
Der Bezirk grenzt im Nordosten an Gelai Lumbwa, im Osten an Kitumbeine, im Südosten an Ilorienito, im Südwesten an Engaruka und im Westen an Engaresero und hat eine Fläche von 749 Quadratkilometern. Bei der Volkszählung 2022 lebten hier 12.474 Menschen in 3051 Haushalten.

## Gliederung
Gelai Meirugoi besteht aus drei Gemeinden (Mtaa) mit 13 Orten (Kitongoji):
| Meirugoi - Loondolwo - Ngóingói - Armanie - Madukani - Lailupa - Oldung'oro - Endirima | Loondolwo/Esirwa - Armanie - Orpura - Mariki | Magadini - Esirwa - Oldonyolengai - Naikarikar |

## Wirtschaft und Infrastruktur
- Gesundheit: In den Gemeinden Meirugoi[8] und Magadini[9] liegen je eine staatliche Apotheke.

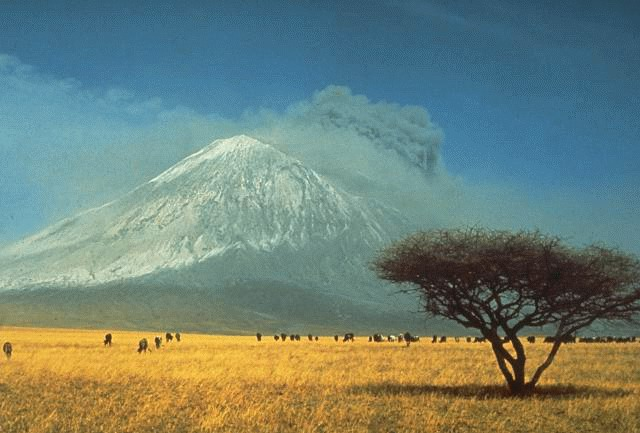
Ol Donyo Lengai, Eruption 1966

## Sehenswürdigkeiten
Von Arusha aus werden Fahrten zum Natronsee und zum markanten Berg Ol Donyo Lengai angeboten.
- Natronsee: Der Natronsee ist ein flacher Sodasee, in dem mehr als 2 Millionen Flamingos brüten.[11]
- Ol Donyo Lengai: Dies ist ein aktiver Vulkan, der zuletzt 1967 ausgebrochen ist.[12] Im März 2022 schwoll ein Magmareservoir unter dem Krater rasch an, verlangsamte sich bis August 2023 jedoch wieder.[13]
- Gelai Waldreservat: Die Mount Gelai Conservation Area ist ein isolierter Bergwald in trockener Lage auf dem Berg Gelai.[14]